# Spoltore
Spoltore é uma comuna italiana da região dos Abruzos, província de Pescara, com cerca de 15.457 habitantes. Estende-se por uma área de 36 km², tendo uma densidade populacional de 429 hab/km². Faz fronteira com Cappelle sul Tavo, Cepagatti, Montesilvano, Moscufo, Pescara, Pianella, San Giovanni Teatino (CH).

## Demografia
| Variação demográfica do município entre 1861 e 2011                               |
|                                                                                   |
| Fonte: Istituto Nazionale di Statistica (ISTAT) - Elaboração gráfica da Wikipedia |